# Monieux
Monieux település Franciaországban, Vaucluse megyében. Lakosainak száma 268 fő (2022. január 1.). Monieux Blauvac, Flassan, Lioux, Méthamis, Sault és Villes-sur-Auzon községekkel határos.

## Népesség
A település népességének változása:
| Lakosok száma | 356  | 372  | 350  | 317  | 289  | 282  | 279  | 272  | 268  |
|               | 2013 | 2015 | 2016 | 2017 | 2018 | 2019 | 2020 | 2021 | 2022 |